# Павло з Левочі
Павло з Левочі (словац. Majster Pavol z Levoče, угор. Lőcsei Pál mester, * 1460?–1470?; † 1537?–1542?) — середньовічний словацький скульптор, творець багатьох дерев'яних вівтарів.

## Біографічні відомості

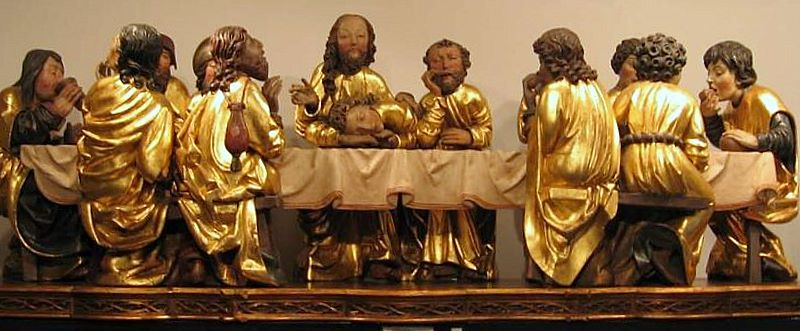
Тайна вечеря. Фрагмент вівтаря церкви Святого Якова в Левочі. Павло з Левочі

Ні точні дати народження й смерті, ні місце народження не відомі, оскільки документи про Павла з Левочі загинули під час пожежі 1550 року. За припущеннями науковців, Павло оселився в Левочі близько 1500 року. 1506 року він заснував там свою художню майстерню. Витвори мистецтва Павла в місті Левочі занесено до списку Світової спадщини ЮНЕСКО.
Окрім Левочі Павло, очевидно, працював у Кракові, Сабинові та Банській Бистриці.

## Твори
- Вівтар Святої Варвари в Банській Бистриці;
- Вівтар Святого Георгія в Спишській Соботі (сьогодні частина Попрада)
- Вівтарі в Грабушице, в Хижному та Бардієві.
- Дерев'яний готичний вівтар в церкві Святого Якова в Левочі (1517, 18,62 м у висоту)
- Інші твори в таких містах: Млиниця, Любиця, Списька Нова Весь, Словенска Вес, Сабинів, Хминяни, Липани, Свиня, Околічне, Ліптовський Трновець, Ліптовський Мікулаш.